# Jagged Alliance: Deadly Games
Jagged Alliance: Deadly Games, conosciuto anche solo come Deadly Games, è un videogioco di ruolo strategico per PC pubblicato nel 1996 dalla Sir-Tech, sequel di Jagged Alliance.
Considerato da alcuni più come uno spin-off che un sequel, il gioco presenta lo stesso motore e visuale dall'alto, come il precedente.

## Modalità di gioco
Il giocatore prende il comando di un gruppo di mercenari attraverso una serie di varie missioni, ognuna con uno specifico obiettivo (come infiltrazione, assassinio, recupero di documenti, ecc.) collegate tra di loro in campagne, non più quindi un singolo incarico. Le missioni sono collegate cronologicamente, nell'intervallo il giocatore potrà compiere le varie operazioni di micro-management.
Gus Tarballs (uno dei mercenari presenti nel primo capitolo) stavolta appare nel ruolo di personaggio non giocante, facendo da tramite tra i giocatori ed i vari datori di lavoro fornendo al primo un briefing circa le varie missioni da affrontare, e consegnandogli il compenso al termine.

## Novità
Tra le novità abbiamo alcune nuove armi, una rivoltella Ruger Redhawk e una mitraglietta IMI Uzi, lanciagranate M79 e vari oggetti, e nuovi tipi terreno. Inoltre sarà possibile di essere contattati occasionalmente da un trafficante di armi irlandese, Mickey O'Brien, che proporrà diversi articoli per la vendita, potendo anche contrattare il prezzo.
Infine il gioco prevede la possibilità di generare casualmente singole missioni o campagne, include un editor di missioni consentendo la possibilità da parte del giocatore di crearle da sé, ed introduce il supporto per il multiplayer.